# Dinocheirus cavicola
Espèce
Dinocheirus cavicola est une espèce de pseudoscorpions de la famille des Chernetidae.

## Distribution
Cette espèce est endémique du Texas aux États-Unis. Elle se rencontre dans les grottes Fawcett's Cave dans le comté de Val Verde, Sumac Pit et Rattlesnake Cave dans le comté de Kinney.

## Description
Le mâle holotype mesure 2,25 mm et les femelles de 2,04 à 2,81 mm.

## Publication originale
- Muchmore, 1992 : Cavernicolous pseudoscorpions from Texas and New Mexico (Arachnida: Pseudoscorpionida). Texas Memorial Museum, Speleological Monographs, vol. 3, p. 127-153.